# Bruno III. von Mansfeld

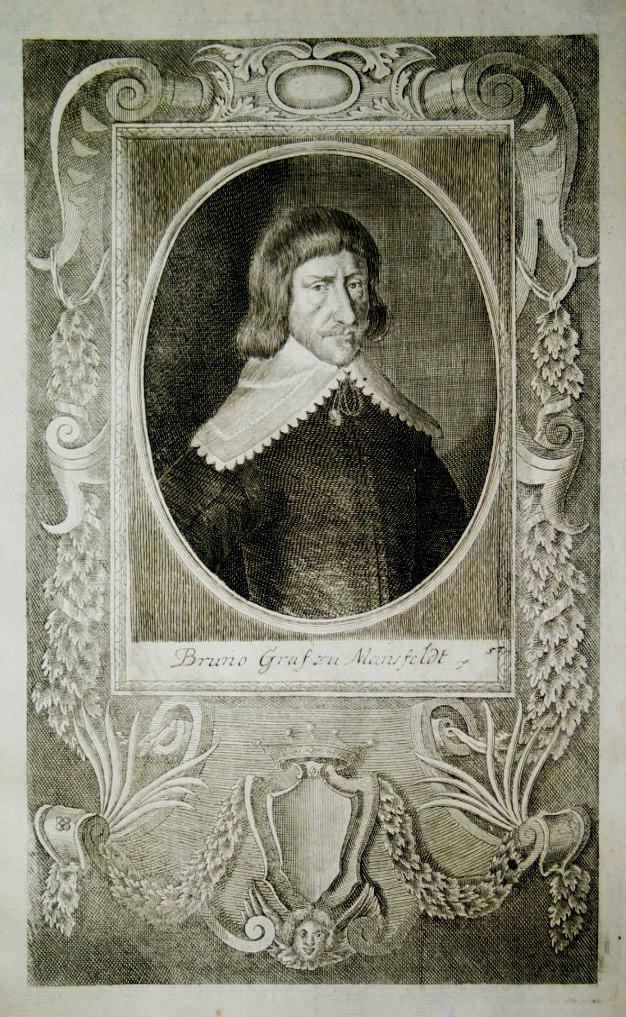
Bruno III. von Mansfeld

Graf Bruno III. von Mansfeld-Bornstedt (* 13. September 1576; † 6. September 1644 in Wien) war Malteserritter, Kriegsmann und Oberstjägermeister in habsburgischen Diensten.

## Leben
Graf Bruno III. war der vierte Sohn Brunos II. und der Gräfin Christine von Barby. Seine Brüder waren Wolfgang und Philipp von Mansfeld. Sein Großvater war Philipp II. von Mansfeld, der die Bornstedter Seitenlinie des ursprünglich thüringischen Hauses Mansfeld gegründet und sie als Oberstkämmerer Kaiser Karls V. in die Habsburger Lande verpflanzt hatte.
Bruno konvertierte um 1600 zum Katholizismus, wurde Malteserritter und verrichtete die einem solchen obliegende „Karawane“ (Kaperfahrten gegen den osmanischen Seehandel). Dann trat er in das in Ungarn gegen die Türken kämpfende Heer ein und zeichnete sich – besonders bei der Eroberung Hatváns im November 1603 – so aus, dass er zum Kriegsrat ernannt wurde. Im Mai 1607 erscheint er als Kämmerer in der Umgebung des Erzherzogs Matthias. Um dessen Erhebung gegen Kaiser Rudolf vor den geistlichen Kurfürsten und Erzherzog Albrecht zu rechtfertigen, wurde er 1608 abgeordnet, in Regensburg aber auf kaiserlichen Befehl verhaftet und nach Prag geführt. Rasch freigelassen, kehrte er an Matthias’ Hof zurück, von dem er in der Folge noch mehrfach in politischen Geschäften verwendet wurde.
1615 wurde er zum Trabanten-Hauptmann, Oberststallmeister und Oberstjägermeister ernannt. Die beiden letzten Ämter behielt er auch unter Ferdinand II. „und hat er die Jägerei in solche Perfection gebracht, dessengleichen man niemalen gehabt, auch anderer Orten nicht finden wird.“ Das Oberstjägermeisteramt blieb ihm daher auch unter Ferdinand III. Kaiser Matthias bewahrte ihm bis zu seinem Tode seine besondere Gunst und nicht minder freundlich war ihm der jagdeifrige Ferdinand II. gesinnt, der in seinen Armen starb.

## Familie
In erster Ehe hatte Graf Mansfeld 1608 die Witwe Johanns von Pernstein, Maria Manrique de Lara (* vor 1570; † vor 1636), geheiratet, die den Mittelpunkt der Prager vornehmen Gesellschaft bildete. Er hatte mit ihr die Tochter Maria Anna Franziska (* 1625; † 8. September 1654), die am 17. Januar 1627 in Wien den kaiserlichen Oberstallmeister Graf Georg Achaz II. von Losenstein-Gschwendt (* 1597; † 25. November 1653) heiratete (Eltern von Franz Anton von Losenstein).
In zweiter Ehe heiratete er am 13. Juli 1636 Gräfin Maria Magdalena von Toerring und hatte mit ihr folgende Nachkommen:
- Franz Maximilian (〰 22. November 1639 Wien[2]; † 12. September 1692), Obersthofmeister der Kaiserin, ⚭ 25. November 1663 Gräfin Maria Anna Elisabeth von Harrach zu Rohrau (* 1636; † 9. Februar 1698)
- Maria Franziska (〰 30. Juni 1641 Wien[3])
- Heinrich Franz (〰 20. Dezember 1642 Wien[4]; † 8. Juni 1715), Obersthof- und Generalfeldmarschall, Fürst von Fondi

⚭ 1679 Marie Louise zu Aspremont Nantevil (* 1652; † 23. Oktober 1692)
⚭ 16. November 1693 Maria Franziska von Auersperg (* 1664; † 5. September 1739)
- Franz Bruno (〰 17. September 1644 Wien[5], früh verstorben)

Von den ihn überlebenden Söhnen wurde letzterer und der Sohn des ersteren in den Reichsfürstenstand erhoben.